# Nena

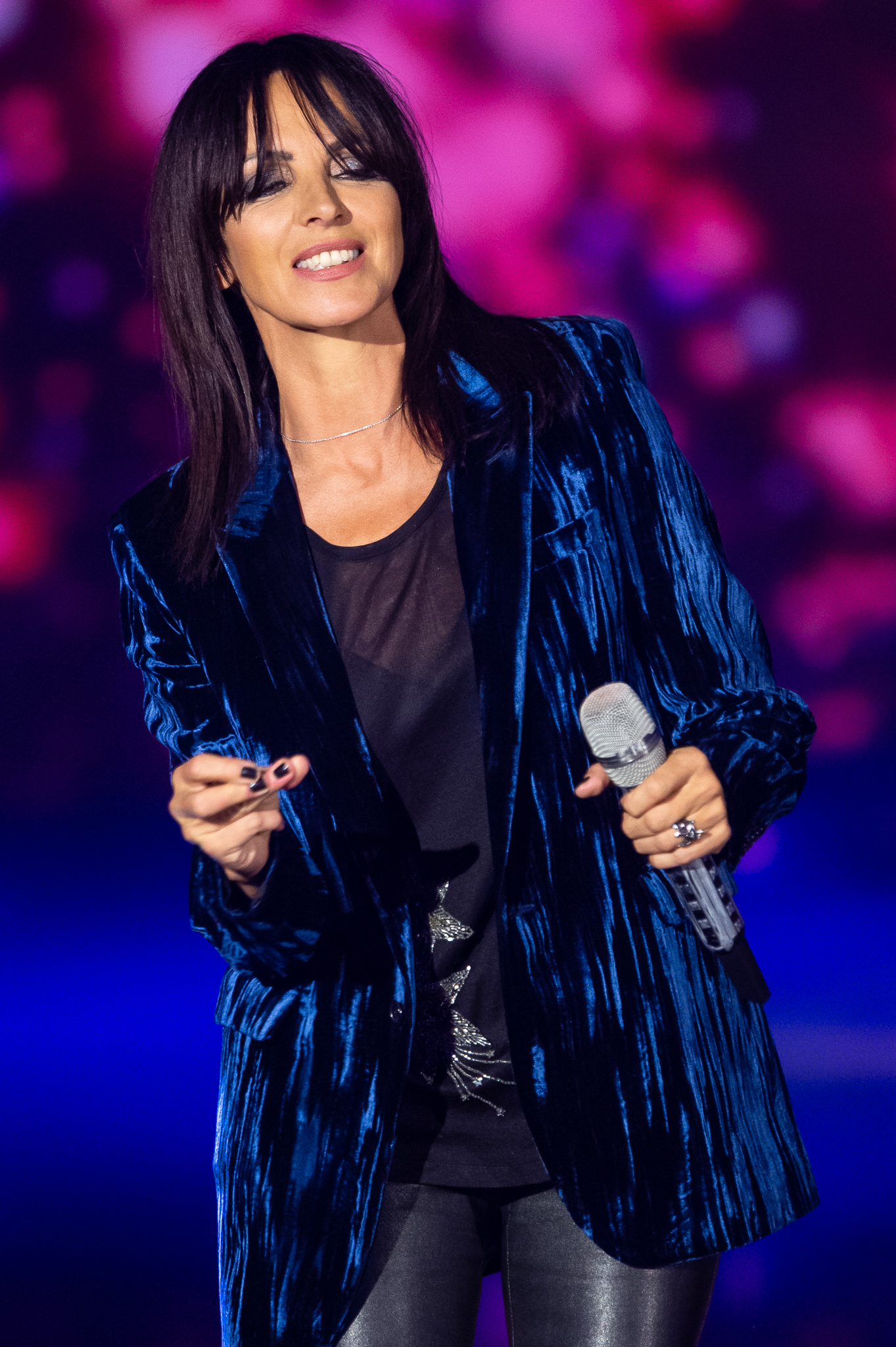
Nena, 2018

Nena (* 24. März 1960 in Hagen als Gabriele Susanne Kerner) ist eine deutsche Popsängerin. Ihre musikalische Karriere startete sie 1977 als Sängerin der Band The Stripes. Mit Nur geträumt hatte sie 1982 gemeinsam mit der Band Nena ihren Durchbruch, und mit dem Hit 99 Luftballons wurde sie 1983 im Zuge der Neuen Deutschen Welle auch international bekannt. 1989 begann sie mit dem Lied Wunder gescheh’n eine Solokarriere. Mit weltweit über 25 Millionen verkauften Tonträgern zählt sie zu den erfolgreichsten Musikern in der Geschichte der deutschen Popmusik.

## Leben

### Kindheit und Jugend
Kerner wurde 1960 als Lehrerstochter in Hagen geboren. Während eines Spanienurlaubs in ihrem dritten Lebensjahr wurde sie von den Einheimischen „Nena“ genannt, ein spanisches Kosewort, das so viel wie „Mädchen“ bedeutet. Ihren Eltern gefiel dieser Kosename so sehr, dass sie ihn fortan weiter verwendeten. Sie hat zwei jüngere Geschwister, eine Schwester und einen Bruder. Nena wohnte die ersten fünf Jahre ihrer Kindheit in Breckerfeld. Danach zog sie mit ihrer Familie nach Hagen, wo sie die Pelmkegrundschule (heute Kulturzentrum Pelmke) in Wehringhausen besuchte, um danach das Christian-Rohlfs-Gymnasium in Hagen-Haspe zu besuchen, das sie nach der elften Klasse vorzeitig verließ. Sie begann auf Wunsch ihrer Eltern eine Ausbildung zur Goldschmiedin, welche sie jedoch nicht beendete.

### Privates
In den 1980er Jahren hatte Nena eine einjährige heimliche Affäre mit Udo Lindenberg. 1987 lernte sie während der Dreharbeiten zur Filmkomödie Der Unsichtbare den Schauspieler Benedict Freitag kennen, mit dem sie bis 1992 zusammenlebte. Er ist der Vater ihres erstgeborenen Sohnes (1988–1989) und der 1990 geborenen Zwillinge, von denen Larissa ebenfalls künstlerisch tätig ist. Mit Philipp Palm, einem Schlagzeuger und Musikproduzenten aus Esslingen am Neckar, ist sie seit 1993 zusammen und hat mit ihm zwei weitere Kinder. Die Familie lebt in Hamburg-Rahlstedt.

## Bandgeschichte

### 1977–1981: The Stripes
Im November 1977 traf Nena in der Hagener Diskothek Madison den Gitarristen Rainer Kitzmann, der ihr anbot, als Sängerin in seiner Band The Stripes einzusteigen. Sie nahm an, und 1978 folgten erste Liveauftritte. Die Band trat 1980 in der Plattenküche auf und 1981 bei disco. Nach einigen Singles und einer erfolglosen LP trennte sich die Gruppe im selben Jahr.

### 1982–1987: Nena-Band
Nena zog dann auf Einladung des Plattenlabels CBS Records mit ihrem damaligen Lebensgefährten Rolf Brendel, mit dem sie noch bei den Stripes zusammengekommen war, nach West-Berlin. Dort gründeten sie mit dem Keyboarder Uwe Fahrenkrog-Petersen, dem Gitarristen Carlo Karges (den Nena in Hagen über Extrabreit kennengelernt hatte) und dem Bassisten Jürgen Dehmel (einem Freund von Fahrenkrog-Petersen) die nach ihr benannte Band Nena. Im Mai 1982 erschien die Single Nur geträumt, deren Verkaufszahlen nach einem Fernsehauftritt in der Sendung Musikladen im August 1982 in die Höhe schnellten. Im September 1982 erreichte die Band mit dem zweiten Platz erstmals eine Platzierung in den deutschen Charts.
Als zweite Single der Band erschien im Januar 1983 der Titel 99 Luftballons. Ein Exemplar davon wurde von der Autorin Christiane F. zusammen mit zahlreichen anderen deutschen Aufnahmen auf eine USA-Reise mitgenommen. Die Single fiel dort dem DJ Rodney Bingenheimer von K-ROQ in Los Angeles auf und verbreitete sich über die Radiosender der US-Westküste in ganz Nordamerika und avancierte in den USA schließlich zum Millionenseller. Der Song wurde zu einem Nummer-eins-Hit und ein internationaler Erfolg. 1983 spielte Nena zudem neben Markus Mörl und Karl Dall eine Hauptrolle in der deutschen Kinokomödie Gib Gas – Ich will Spaß (Regie: Wolfgang Büld). Im April 1983 folgte die dritte Singleauskopplung Leuchtturm, die wie Nur geträumt den zweiten Platz in den deutschen Singlecharts erzielte.
Nach dem 1984 erschienenen und ebenfalls erfolgreichen zweiten Album ? (Fragezeichen) mit dem gleichnamigen Lied und den zwei nachfolgenden Singles Rette mich und Lass mich dein Pirat sein experimentierte die Band mit der Musik. 1985 veröffentlichte die Band ihr drittes Album Feuer und Flamme, das parallel in anderen Ländern auf Englisch mit dem Namen It’s all in the game herausgebracht wurde. Der Stil des Albums unterschied sich von dem der beiden vorigen Alben: Erstmals hörte man New Wave mit vielen synthetischen Klängen, Hintergrundsängerinnen und Saxophon. Feuer und Flamme verkaufte sich gut, wurde aber von Kritikern nicht begeistert aufgenommen. Zudem erlebte man erste Misserfolge, denn die letzten beiden Singles Jung wie du und Du kennst die Liebe nicht schafften keine Platzierung in den Charts und zur Tour zum Album wurden vergleichsweise wenig Karten verkauft.
Wegen dieses Rückschlags trennte sich die Band von ihrem damaligen Produzenten Reinhold Heil und produzierte stattdessen das Album Eisbrecher selbst, zusammen mit Klaus Voormann. Das Album und die erste Single Mondsong erreichten nur eine niedrige Chartplatzierung (45 beziehungsweise 37), die zweite Single Engel der Nacht kam überhaupt nicht in die Charts, so wie bereits Singles aus dem vorigen Album. Nena musste feststellen, dass Käufer das Interesse verloren hatten, und so trennte sich die Band im April 1987, nur wenige Monate nach dem Erscheinen ihrer letzten Single. Im selben Jahr wirkte Nena in der Filmkomödie Der Unsichtbare (Regie: Ulf Miehe) mit.

## Solokarriere

### 1989–2005:Wunder gescheh’nund weitere Soloalben
Zwei Jahre nach dem Ende der Band startete Nena im Oktober 1989 ihre Solokarriere mit ihrem Lied Wunder gescheh’n, das sie nach der Geburt ihres Sohnes geschrieben hatte, der im Alter von elf Monaten gestorben war. Einen Monat später veröffentlichte sie ihr erstes gleichnamiges Soloalbum. In den 1990er Jahren brachte sie verschiedene Kinderliederalben heraus. 1994 moderierte Nena einige Monate lang das Boulevardmagazin Metro im Ersten und 1998 bei diesem Sender den mit über sieben Millionen Zuschauern erfolgreichen Countdown Grand Prix.
In dieser Zeit wechselte sie zweimal die Plattenfirma, da sie erst mit dem Erfolg des Albums Bongo Girl (Epic Records, 1992) und dann mit dem des Albums Und alles dreht sich (RMG, 1994) nicht zufrieden war. Letzteres ist Nenas erfolglosestes Album, und keine der drei ausgekoppelten Singles konnte sich in den Charts platzieren. Für die Zeichentrickserie Die Bambus-Bären-Bande sangen Nena und Sebastian Krumbiegel das Titellied Das Lied dieser Welt. Das Schlusslied, ebenfalls interpretiert von Nena, heißt Freunde. 1996 erschien der Soundtrack auf CD. Nach ihrem zweiten Wechsel (zu Polydor) brachte sie die Alben Jamma nich und Wenn alles richtig ist, dann stimmt was nich (1997 bzw. 1998) heraus. 1999 veröffentlichte sie das Kinderliederalbum Rabatz, wovon einige Lieder in den Kurzfilmen der Teletubbies von ihr mit einer Gruppe von Kindern vorgetragen wurden.
2001 erschien das Album Chokmah, das sich höher platzierte als alle ihre zuvor erschienenen Soloalben. 2002 spielten Nena und Uwe Fahrenkrog-Petersen gemeinsam neue Versionen der alten Hits ein. Die Veröffentlichungen erreichten hohe Verkaufszahlen, und Nena konnte so ein Comeback feiern. Im selben Jahr arbeitete sie auch mit dem deutschen DJ WestBam zusammen. 2003 veröffentlichte Nena im Duett mit Kim Wilde das Lied Anyplace, Anywhere, Anytime, ein Remake ihres früheren Hits Irgendwie, irgendwo, irgendwann. Der Titel war in Deutschland wochenlang auf Platz drei der Charts und erreichte in den Niederlanden sowie in Österreich Platz eins.
Die Single Liebe ist, Titellied der Telenovela Verliebt in Berlin, und die Doppel-CD Willst du mit mir gehn erschienen im Februar bzw. im März 2005. Nena erreichte in Deutschland mit der Single Platz eins der Charts und mit der Doppel-CD Platz zwei der Albumcharts. Im Oktober 2005 erschien zur Frankfurter Buchmesse Nenas gemeinsam mit Claudia Thesenfitz verfasste Autobiografie Willst du mit mir gehn. Sie erreichte Platz drei der deutschen Bestsellerliste. Im November 2005 startete Nena ihre „Willst du mit mir gehn“-Tournee, die sie durch Deutschland, nach Österreich und in die Schweiz führte.

### 2006–2009:Cover Me,Dein Songund neue Projekte
Im ersten Halbjahr 2006 schloss Nena Werbeverträge inklusive Fernsehspots mit einem Telefonauskunftsdienst sowie mit einem Automobilhersteller ab. Im September 2006 veröffentlichte sie die Single Caravan of Love als Duett mit Duncan Townsend. Das Original dieses Isley-Brothers-Titels von 1985 war 1987 von den Housemartins gecovert worden. Auf Kim Wildes 2006 veröffentlichtem Album Never Say Never befindet sich eine von Kim Wilde und Nena gemeinsam aufgenommene Coverversion des Supremes-Klassikers You Keep Me Hangin’ on aus dem Jahr 1966, mit dem Kim Wilde 1986 selbst einen internationalen Nummer-eins-Hit hatte. Am 28. September 2007 erschien Nenas Doppel-Album Cover Me. Auf diesem Album interpretiert sie nationale und internationale Hits und persönliche Lieblingslieder, wie Eiszeit von Ideal und Für Dich tu ich fast alles von Ulla Meinecke. Lead-Singles waren Mach die Augen auf, der einzige Originaltitel des Albums, sowie eine Coverversion von Marlene Dietrichs Ich werde dich lieben. Als weitere Auskopplung wurde im Dezember 2007 der Klaus-Hoffmann-Titel Mein Weg ist mein Weg als Download-Single veröffentlicht.

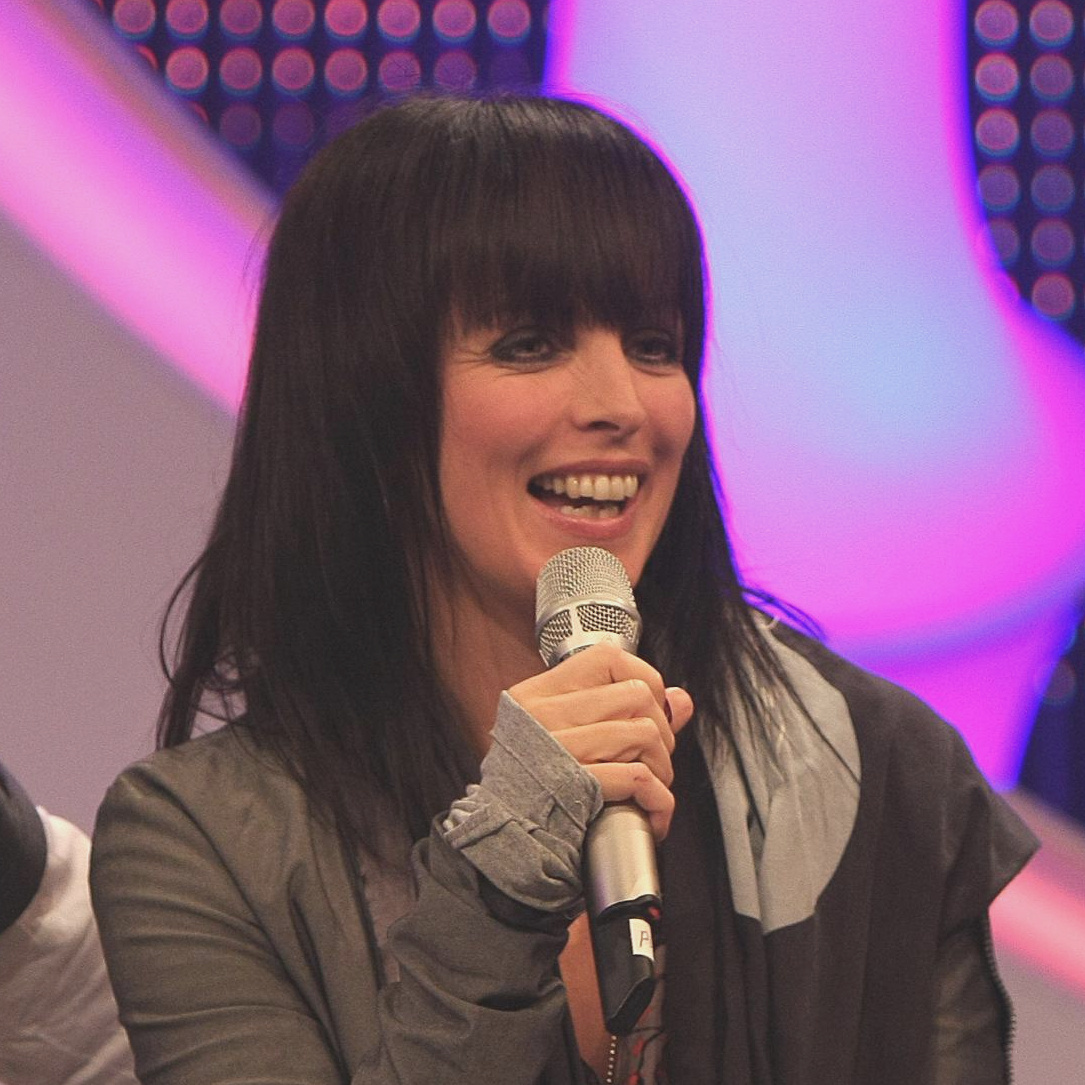
Nena bei Dein Song im November 2008

Im Oktober 2008 nahm Nena als Musikpatin in der Kindersendung Dein Song des Fernsehsenders KI.KA teil. Am 7. November 2008 veröffentlichte sie das Kinderalbum Himmel, Sonne, Wind und Regen. Es enthält neben einem Duett mit Rolf Zuckowski auch ein Duett mit Nenas Tochter Larissa, die beim Texten zweier Lieder beteiligt war. Produzent und Komponist ist Nenas Lebensgefährte Philipp Palm, der bei einem Lied auch mitsingt. Im selben Jahr erhielt sie den Deutschen Kinderpreis in der Kategorie Ehrenpreis.
Von Ende Mai bis Mitte August 2009 wurde im Fernsehsender arte im Rahmen des Summer of the 80s jeden Tag ein von Philippe Roget neu produzierter Video-Clip ihres Liedes 99 Luftballons mit deutschem und französischem Text ausgestrahlt. Am 18. September 2009 erschien die Single Wir sind wahr, am 2. Oktober 2009 folgte das Album Made in Germany, das am 25. April 2010 mit einer Goldenen Schallplatte ausgezeichnet wurde.
Nena war Ende 2009 Titelmotiv für den Otto-Katalog. Sie stand auch im Mittelpunkt der folgenden Medienkampagne, hatte innerhalb des Internetauftritts des Versandhändlers einen eigenen Shop und präsentierte zum Thema „Glam Rock“ die Marke „Youth against labels“. 2009 hatte Nena einen Auftritt bei der 100-jährigen Jubiläumsfeier der Firma MTU/Tognum in Friedrichshafen, die auch die Rüstungsindustrie beliefert. Hier sang sie 99 Luftballons, während auf dem Gelände ein Leopard-2-Panzer ausgestellt wurde.

### Seit 2010: Weitere Karriere

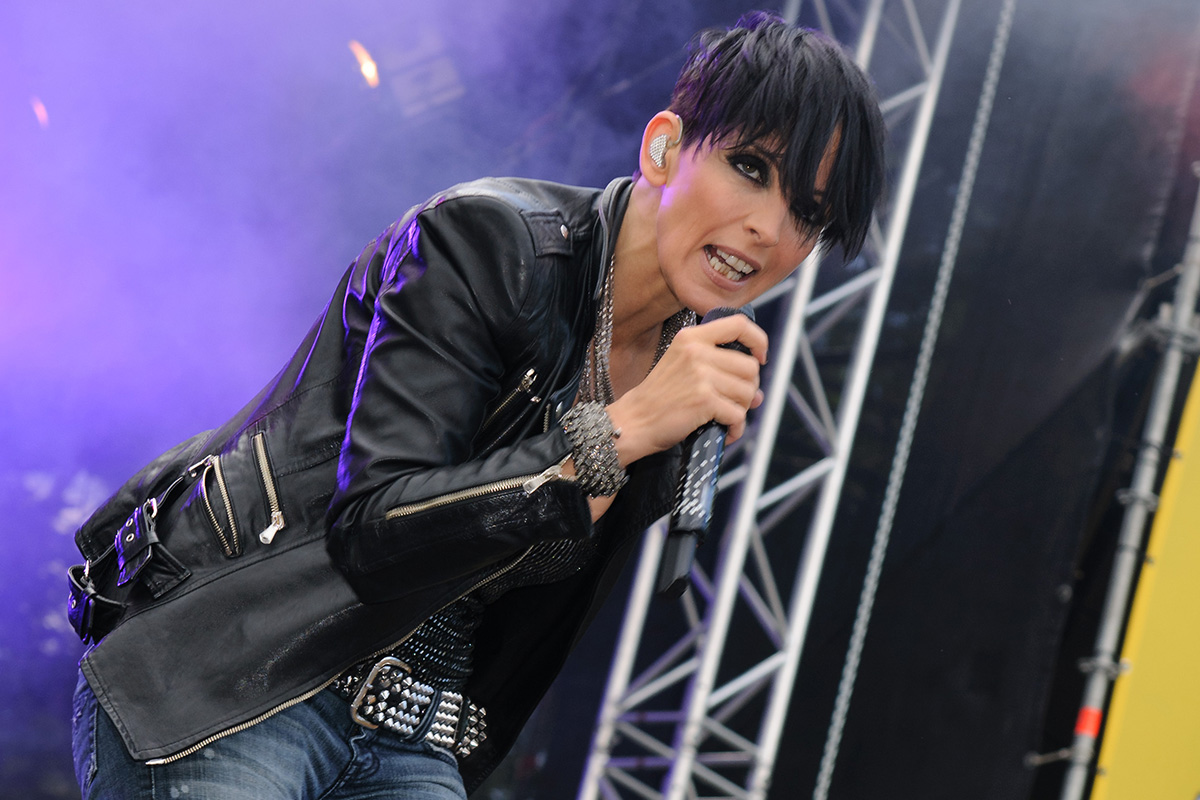
Nena 2011 auf der Meisterfeier von Borussia Dortmund

Am 15. Mai 2010 gab sie vor 15.000 Besuchern auf dem Ökumenischen Kirchentag in München ein Konzert zugunsten der Christoffel-Blindenmission. Am 12. November 2010 hatte Nena vor über 80.000 Zuschauern im ausverkauften Dortmunder Westfalenstadion einen Kurzauftritt, bei dem sie ihren Klassiker Leuchtturm zusammen mit den Fans von Borussia Dortmund sang. Zu diesem Auftritt kam es, nachdem die Dortmunder Fans in den Wochen davor häufig den Refrain als Fansong auf der Südtribüne angestimmt hatten. Ergänzend zu dieser Aktion trat Nena auch beim BVB-Meisterempfang am 15. Mai 2011 vor über 400.000 Dortmunder Fußballfans vor der Westfalenhalle auf.
2010 veröffentlichte Nena mit dem Sänger Peter Heppner ein Remake ihres Songs Haus der drei Sonnen. Im März 2011 brachte sie mit den Atzen die Single Strobo Pop heraus und tritt auch im Musikvideo auf. Sie war seit der ersten Staffel im Jahr 2011 Jurymitglied und Coach in der deutschen Gesangs-Castingshow The Voice of Germany, die von den Fernsehsendern ProSieben und Sat.1 ausgestrahlt wird. Im März 2014 stieg sie als Coach und Jurymitglied aus der Sendung aus.
Nenas Live-&-Akustisch-Tour wurde von Dezember 2011 auf April 2012 verschoben. Auf ihrer Website schrieb sie: „Ich bin nicht schwer krank oder so, aber es reicht im Moment noch nicht, um jeden Abend auf der Bühne zu stehen.“ Im Februar 2015 brachte Nena das Album Oldschool heraus, und im April 2016 erschien die Single Genau jetzt. Außerdem nahm sie an der dritten Staffel von Sing meinen Song – Das Tauschkonzert teil, die 2016 von VOX ausgestrahlt wurde. 2017 und 2018 war sie zusammen mit ihrer Tochter Larissa Kerner Jurorin bei The Voice Kids.
Zum vierzigsten Jubiläum trat Nena im Sommer 2018 auf ihrer Tour Nichts versäumt in Deutschland, Österreich und der Schweiz auf. Im März 2020 veröffentlichte Nena zu ihrem 60. Geburtstag die Single Licht. Im Oktober 2020 erschien das gleichnamige Album.

## Positionen und Kontroversen
Im April 2007 gab Nena die Gründung der von ihr mitinitiierten Neuen Schule Hamburg bekannt, die im September 2007 in Hamburg-Rahlstedt eröffnet wurde. An dieser Demokratischen Schule mit Platz für anfangs 85 Schüler wurde erstmals in Deutschland nach dem Sudbury-Modell unterrichtet. Im September 2009 bekannte sich Nena dazu, Anhängerin des 1990 gestorbenen indischen Sekten-Gurus Osho zu sein; sie praktiziere dessen Dynamische Meditation. Nena wurde 2010 von PETA (Deutschland) als „Sexiest Vegetarian of the Year 2010“ ausgezeichnet.

### COVID-19-Pandemie
Im März 2021 teilte Nena bei Instagram einen Beitrag, in dem sie sich mit den Teilnehmern einer Demonstration in Kassel solidarisiert, zu der die „Querdenker“-Szene aufgerufen hatte. Bei der Demonstration waren etwa 20.000 Menschen größtenteils ohne Einhaltung der Hygieneregeln durch die Kasseler Innenstadt gezogen. Sie sagte anschließend, sie wolle sich nicht „mit ‚Chaoten‘ und ‚Rechten‘ gemeinmachen“. Sie habe sich bei den Menschen in Kassel bedankt, die mit der derzeitigen Politik und „den unmenschlichen Zuständen“, die hier herrschten, nicht einverstanden seien und dafür demonstrierten. Sie lehne „jegliche Art von Hass und Gewalt ab.“
Bei einem Konzert im Juli 2021 in Berlin stellte sie dem Publikum frei, das Corona-Hygiene-Konzept des Konzertveranstalters zu ignorieren. Das Konzert wurde vor der Zugabe vom Veranstalter abgebrochen. Im August 2021 nahm Nena in Baden-Württemberg an einer als „Q-Sommernachtstraum“ betitelten „Party für Ungeimpfte“ mit Zeltlager teil. Anwesend waren auch Personen aus der Reichsbürgerbewegung sowie aus der „Querdenker“-Szene wie der Arzt und Corona-Leugner Bodo Schiffmann. Das „Q“ im Partynamen sollte laut Musikexpress eine Nähe zur Verschwörungsbewegung Qanon herstellen. Ein für Anfang September 2021 geplantes Konzert in Wetzlar wurde von den Veranstaltern im Vorfeld abgesagt. Sie wollten sich von Nenas Corona-Aussagen in Berlin distanzieren und verhindern, dass „die Konzerte [...] als politische Bühne genutzt“ würden. Weitere Absagen folgten (z. B. Bad Segeberg). Im September 2021 sagte Nena die für 2022 geplante Tournee wegen der coronabedingten Einschränkungen ab.

## Diskografie
Studioalben

| Jahr | Titel                                        | Höchstplatzierung, Gesamtwochen, AuszeichnungChartplatzierungen (Jahr, Titel, Platzierungen, Wochen, Auszeichnungen, Anmerkungen) | Höchstplatzierung, Gesamtwochen, AuszeichnungChartplatzierungen (Jahr, Titel, Platzierungen, Wochen, Auszeichnungen, Anmerkungen) | Höchstplatzierung, Gesamtwochen, AuszeichnungChartplatzierungen (Jahr, Titel, Platzierungen, Wochen, Auszeichnungen, Anmerkungen) | Anmerkungen                                                  |
| Jahr | Titel                                        | DE | AT | CH | Anmerkungen                                                  |
| ---- | -------------------------------------------- | --- | --- | --- | ------------------------------------------------------------ |
| 1989 | Wunder gescheh’n                             | DE23 (25 Wo.)DE | — | — | Erstveröffentlichung: 5. November 1989                       |
| 1992 | Bongo Girl                                   | DE32 (13 Wo.)DE | — | — | Erstveröffentlichung: 28. September 1992                     |
| 1994 | Und alles dreht sich                         | DE53 (10 Wo.)DE | — | — | Erstveröffentlichung: 9. Mai 1994                            |
| 1997 | Jamma nich                                   | DE29 (10 Wo.)DE | — | — | Erstveröffentlichung: 14. April 1997                         |
| 1998 | Wenn alles richtig ist, dann stimmt was nich | DE42 (5 Wo.)DE | — | — | Erstveröffentlichung: 6. Juli 1998                           |
| 2001 | Chokmah                                      | DE18 (4 Wo.)DE | AT67 (1 Wo.)AT | — | Erstveröffentlichung: 29. Oktober 2001                       |
| 2002 | 20 Jahre – Nena feat. Nena                   | DE2 ×3Dreifachplatin · (55 Wo.)DE                                                                                                 | AT1 ×2Doppelplatin · (52 Wo.)AT                                                                                                   | CH5 Platin · (54 Wo.)CH | Erstveröffentlichung: 28. Oktober 2002 Verkäufe: + 1.020.000 |
| 2005 | Willst du mit mir gehn                       | DE2 ×3Dreifachgold · (33 Wo.)DE                                                                                                   | AT1 Gold · (28 Wo.)AT | CH1 Gold · (27 Wo.)CH | Erstveröffentlichung: 18. März 2005 Verkäufe: + 330.000      |
| 2007 | Cover Me                                     | DE6 (6 Wo.)DE | AT18 (5 Wo.)AT | CH22 (5 Wo.)CH | Erstveröffentlichung: 28. September 2007                     |
| 2009 | Made in Germany                              | DE3 Gold · (36 Wo.)DE | AT4 (22 Wo.)AT | CH25 (10 Wo.)CH | Erstveröffentlichung: 2. Oktober 2009 Verkäufe: + 100.000    |
| 2012 | Du bist gut                                  | DE2 (11 Wo.)DE | AT5 (7 Wo.)AT | CH16 (5 Wo.)CH | Erstveröffentlichung: 2. November 2012                       |
| 2015 | Oldschool                                    | DE4 (14 Wo.)DE | AT10 (6 Wo.)AT | CH19 (6 Wo.)CH | Erstveröffentlichung: 27. Februar 2015                       |
| 2020 | Licht                                        | DE3 (4 Wo.)DE | AT11 (1 Wo.)AT | CH9 (3 Wo.)CH | Erstveröffentlichung: 16. Oktober 2020                       |

## Filmografie
Filme
- 1983: Gib Gas – Ich will Spaß
- 1985: Richy Guitar (Gastrolle)
- 1987: Der Unsichtbare
- 2015: Auftritt in B-Movie: Lust & Sound in West-Berlin 1979–1989, eine Dokumentation mit Mark Reeder, Jörg A. Hoppe, Klaus Maeck, Heiko Lange und Alexander von Sturmfeder

Synchronisation
- 1998: Das magische Schwert – Die Legende von Camelot – „Kayley“ (Gesang)
- 1999: Tobias Totz und sein Löwe – des Löwen Freundin „Lea“
- 2001: Die Abrafaxe – Unter schwarzer Flagge – „Anne Bonny“
- 2002: Peter Pan: Neue Abenteuer in Nimmerland (Gesang)
- 2006: Arthur und die Minimoys – „Prinzessin Selenia“
- 2006: Eragon – Das Vermächtnis der Drachenreiter – „Saphira“

Fernsehen
- 2011 – 2013 The Voice of Germany, Coach, Sat.1 / ProSieben
- 2017 –2018 The Voice Kids, Coach, Sat. 1

## Dokumentationen
- Nena – Eine deutsche Legende. ZDF History, 5. September 2020, 44 Min.

## Auszeichnungen
- 1982: Goldener Bravo Otto „Beste deutsche Sängerin“
- 1983: Goldener Bravo Otto „Beste deutsche Gruppe“
- 1983: Goldener Pop-Rocky-Schlumpf „Beste deutsche Gruppe“
- 1984: Goldene Europa „Bestes Pop Album des Jahres“
- 1984: Goldener Bravo Otto „Beste deutsche Gruppe“
- 1984: Goldener Pop-Rocky-Schlumpf „Beste deutsche Gruppe“
- 1990: „Goldene Stimmgabel“ Erfolgreichste Interpretin 1989/90
- 1991: RSH-Gold Erfolgreichste Sängerin des Jahres[45]
- 1993: RSH-Gold Comeback des Jahres[46]
- 1993: RSH-Gold Künstlerin National[46]
- 1994: „Goldene Stimmgabel“ Erfolgreichste Interpretin Pop
- 2002: „Goldene Stimmgabel“ Erfolgreichste Interpretin Pop
- 2002: 1 Live Krone Lebenswerk
- 2003: Dance Music Award Bestes Video (Oldskool Baby)
- 2003: Echo Erfolgreichste Künstlerin national
- 2003: Comet (Musikpreis) Künstlerin national
- 2003: Goldene Henne (Publikumspreis) Künstlerin national
- 2003: Goldene Laura Erfolgreichste Frau des Jahres
- 2004: Amadeus Austrian Music Award Erfolgreichste Sängerin
- 2004: Women’s World Awards – World Artist Award
- 2004: Fred-Jay-Preis
- 2004: Goldener Ehren Bravo Otto Lebenswerk
- 2008: Deutscher Preis für Wirtschaftskommunikation Sonderpreis für die Neue Schule Hamburg
- 2008: Deutscher Kinderpreis (Ehrenpreis)
- 2010: Sexiest Female Vegetarian, Online-Voting der Organisation Peta
- 2011: PLATIN COMET Sonderpreis
- 2015: Berliner Bär (B.Z.-Kulturpreis) (Ehrenpreis)
- 2015: Victress Award (Ehrenpreis für besondere Verdienste in der Musik)
- 2015: Steiger Award (Musik National)
- 2015: GreenTec Award (Kategorie Music)
- 2019: Lea Award „Beste Hallen Tournee 2018“